# 제레미 도쿠
제레미 도쿠(네덜란드어: Jérémy Doku, 2002년 5월 27일 ~ )은 벨기에의 축구 선수로 현재 잉글랜드 프리미어리그의 맨체스터 시티에서 공격수로 뛰고 있다.

## 선수 경력

### 클럽
2018년 RSC 안데를레흐트에서 데뷔한 후 3시즌동안 공식전 37경기 6골을 기록했고 이후 2020-21 시즌 중반쯤 5년의 계약기간과 약 360억원의 이적료에 프랑스 리그 1의 스타드 렌과 입단 계약을 체결했다.
그리고 렌 입단 첫 해에 비록 단 2골 밖에 넣지 못했지만 37경기의 공식전에 출전하며 팀의 리그 6위의 성적을 도왔다.
2023년 8월 24일, 프리미어리그의 맨체스터 시티로 이적했다.

### 국가대표팀
벨기에 U-17 대표팀 소속으로 2018년 UEFA U-17 축구 선수권 대회에 출전하여 팀의 4강 진출에 관여했고 2020년 9월 5일 덴마크와의 2020-21년 UEFA 네이션스리그 A 2조 1차전에서 벨기에 성인대표팀 소속으로 국제 A매치 데뷔전을 치렀다.
그로부터 3일 후 열린 아이슬란드와의 2차전에서 A매치 데뷔골을 신고하며 5-1 대승에 관여했고 벨기에는 이후에도 계속 상승세를 타면서 결국 5승 1패·조 1위로 4강 진출을 확정지었다.
이후 코로나19 범유행으로 1년 미뤄진 UEFA 유로 2020 본선에서 5경기를 소화했지만 팀은 8강전에서 이탈리아에 패하면서 UEFA 유로 1980 준우승 이후 41년만의 유로 대회 4강 진출이 좌절됐다.

## 수상

### 국가대표팀
벨기에 U-17
- UEFA U-17 축구 선수권 대회 : 4강 (2018)